# Dead on Arrival
«Dead on Arrival» es el primer sencillo de la banda de rock estadounidense de Fall Out Boy. La canción se lanzó en abril de 2003 como la primera pista promocional del álbum debut del grupo, Take This to Your Grave (2003), y posteriormente se publicó en un disco de vinilo siete pulgadas color azul junto a una versión acústica. «Dead on Arrival» es la primera pista en el primer álbum de grandes éxitos de Fall Out Boy, Believers Never Die – Greatest Hits (2009) y fue incluida en un CD recopilatorio de la revista británica Kerrang!. Además, es una canción jugable en el videojuego Rock Band.

## Antecedentes y letra
La canción es una de las pistas más viejas del grupo y su creación se remonta a antes del ingreso del baterista Andy Hurley a la banda. Fall Out Boy escribió «Dead on Arrival» y otras dos canciones con la intención de lanzarlas en un álbum split junto a 504 Plan, pero el lanzamiento no se concretó y las incluyeron posteriormente en su disco debut, Take This to Your Grave (2003). Aunque el bajista Pete Wentz luego se convirtió en el principal letrista de la banda, el vocalista Patrick Stump escribió su letra. Cuando Hurley ingresó al grupo y escuchó las grabaciones, vio lo bien escrita que estaba «Dead on Arrival» y lo distintivo de la voz de Stump, lo que le hizo pensar que «realmente podrían lograr algo».

## Vídeo musical
El video musical lo dirigió Greg Kaplan y se compone de varios clips de la banda tocando en vivo y viajando por los Estados Unidos donde se presentan en pequeños locales. Uno de los locales que aparece es el Knights of Columbus Hall en Arlington Heights, Illinois, donde la banda tocaba regularmente para un pequeño público local en sus primeros días. La banda dijo que el video pretendía mostrar un sentimiento nostálgico. La policía en el video es del Departamento de Policía de Arlington Heights, y detuvo el espectáculo, pero Fall Out Boy se disculpó con ellos y les agradeció por estar en su video. 

## Lista de canciones
- Vinilo de 7"[1]

| N.º | Título                              | Duración |  |
| 1.  | «Dead on Arrival»                   |          |  |
| 2.  | «Dead on Arrival» (Sesión acústica) |          |  |